# Tiszalök
Tiszalök  este un oraș în districtul Tiszavasvár, județul Szabolcs-Szatmár-Bereg, Ungaria, având o populație de 5.606 locuitori (2011). 

## Demografie
Componența etnică a orașului Tiszalök
     Maghiari (87,18%)
     Romi (11,77%)
     Necunoscut (0,29%)
     Alții (0,76%)
Componența confesională a orașului Tiszalök
     Fără religie (28,97%)
     Reformați (26,83%)
     Romano-catolici (20,39%)
     Greco-catolici (4,41%)
     Necunoscută (18,32%)
     Alte religii (2,52%)
Conform recensământului din 2011, orașul Tiszalök avea 5.606 locuitori. Din punct de vedere etnic, majoritatea locuitorilor (87,18%) erau maghiari, cu o minoritate de romi (11,77%). Apartenența etnică nu este cunoscută în cazul a 0,29% din locuitori. Nu există o religie majoritară, locuitorii fiind persoane fără religie (28,97%), reformați (26,83%), romano-catolici (20,39%) și greco-catolici (4,41%). Pentru 18,32% din locuitori nu este cunoscută apartenența confesională.